# Pusat Pasar
Pusat Pasar is een bestuurslaag in het regentschap Medan van de provincie Noord-Sumatra, Indonesië. Pusat Pasar telt 3456 inwoners (volkstelling 2010).